# Grata
Grata (en llatí: Grata) va ser filla de l'emperador Valentinià I i de la seva segona dona Justina amb la que s'hauria casat, segons Teòfanes l'any 368.
Grata es va mantenir soltera tota la seva vida. Ella i la seva germana Justa eren a Mediolanum (Milà) mentre el cos del seu germà assassinat Valentinià II era a la ciutat sense enterrar, l'any 392. Si ja eren a Milà o hi van anar des de Viena del Delfinat no s'ha pogut determinar. En parlen Sòcrates Escolàstic i Ambròs de Milà.